# Comunità ebraica di Rovigo

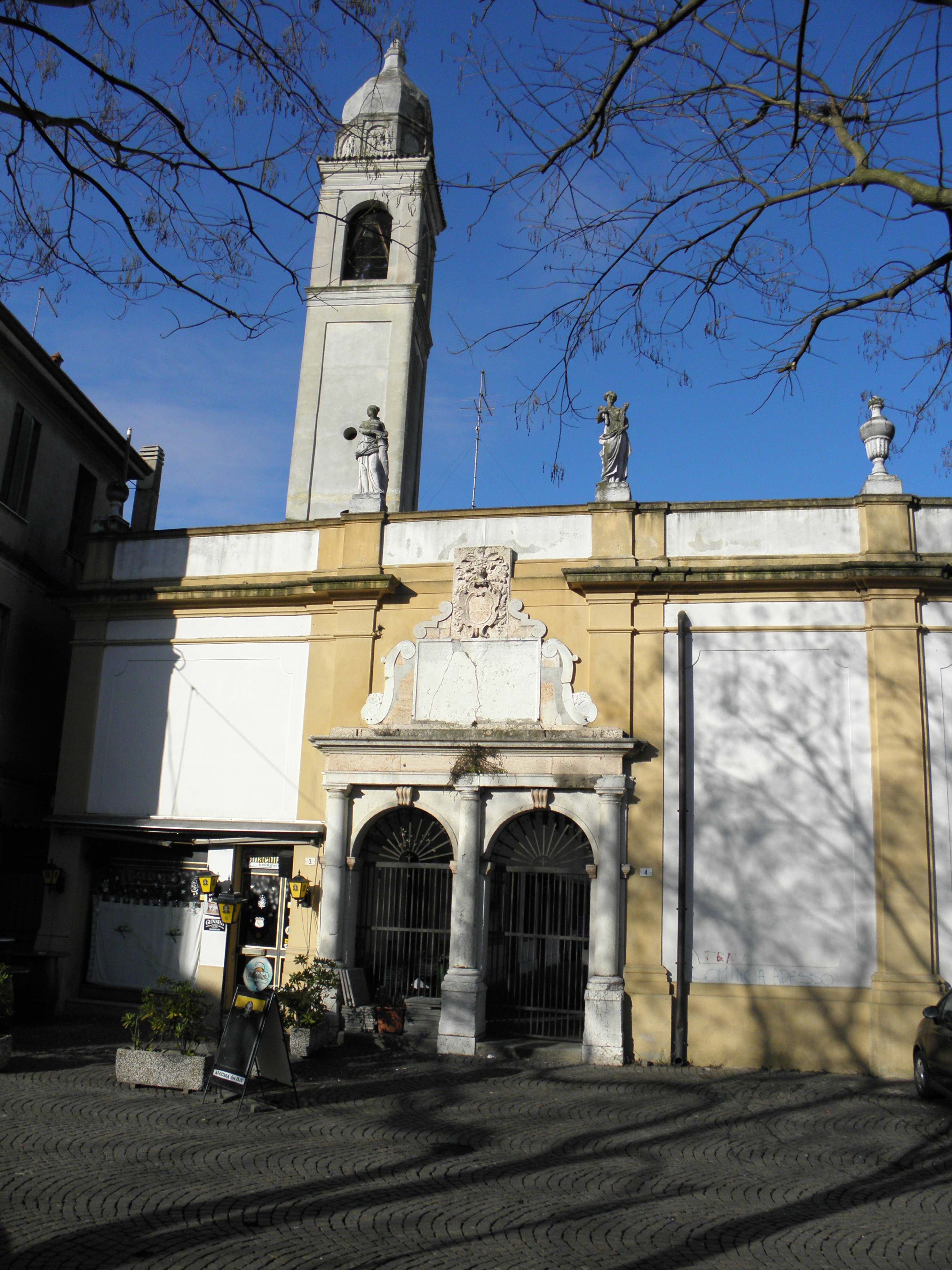
Una delle tre porte che regolavano l'accesso al ghetto.

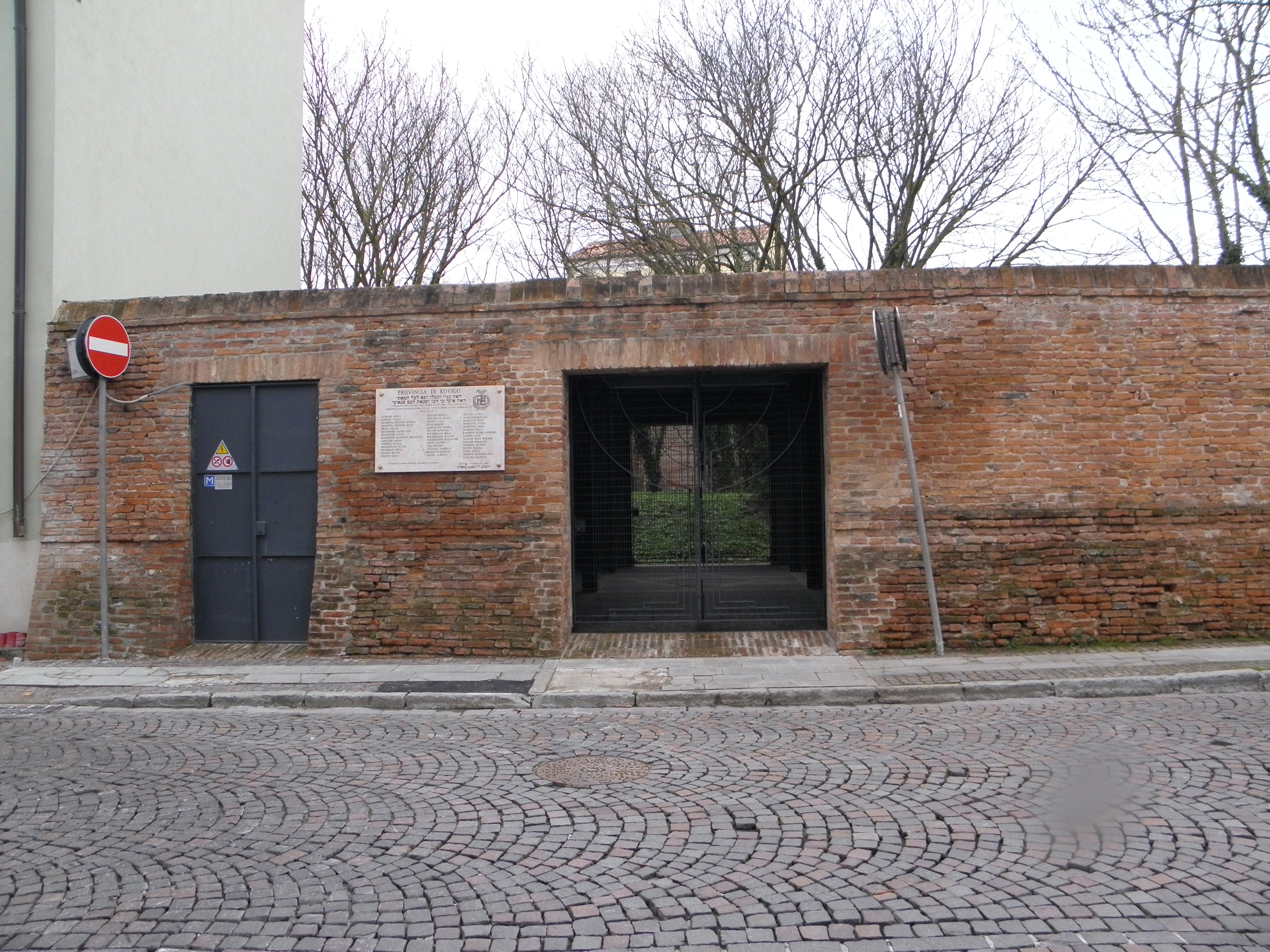
Cancello d'ingresso del cimitero ebraico di Piazzale Soccorso.

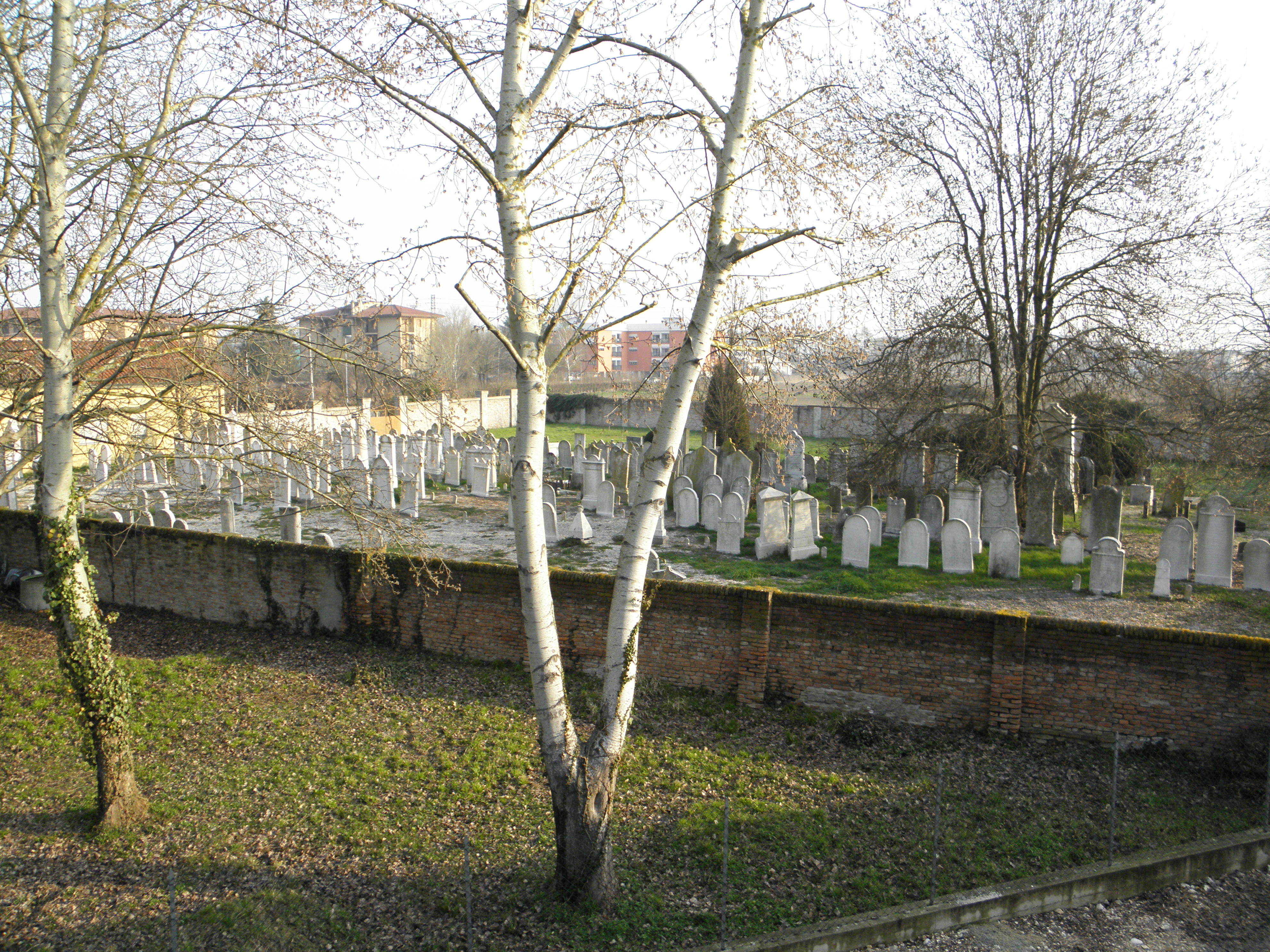
Vista del cimitero ebraico di Via Stacche.

La presenza ebraica a Rovigo e provincia risale intorno al XII – XIV secolo. Con molta probabilità gli ebrei residenti a Rovigo erano provenienti da altre comunità vicine, come Padova, Ferrara, Mantova e Venezia. Come in altre città italiane, anche a Rovigo gli ebrei vennero costretti ad abitare in un ghetto.
Il ghetto fu creato nel 1627 in accordo con i rappresentanti della comunità, nell'area confinante la chiesa e il convento di Sant'Antonio Abate, e vi entrarono 17 nuclei famigliari, mentre furono esentate solo due famiglie di banchieri. Tutta la comunità dovette subire diverse restrizioni sia sul piano sociale che economico. L'accesso al ghetto era regolato da tre porte, di cui una in piazza Finanza (ora piazza Umberto Merlin) arrecava di sopra del portale d'ingresso una lapida con una eloquente iscrizione:
Tale scritta fu scalpellata dalle truppe francesi nel 1797, ma la lapide è ancora ben visibile nel portale d'accesso all'attuale piazza Annonaria di Rovigo.
Poco dopo la costruzione del ghetto venne ordinato dalla autorità dell'epoca la distruzione della sinagoga perché ritenuta troppo vicina alla chiesa di San Antonio Abate. In un secondo momento la sinagoga, di rito tedesco fu costruita nel cuore del ghetto all'ultimo piano (come da tradizione ebraica) di un edificio orientato verso la piazzetta. La sinagoga era ampia e luminosa, di forma ellittica e non molto decorata. Fu restaurata nel 1858 e definitivamente abbattuta nel 1930. La nuova sinagoga fu costruita in via Filippo Corridoni utilizzando l'aron, i pavimenti e i marmi di quella precedente.
Con l'avvento di Napoleone Bonaparte in Veneto, le porte del ghetto si aprirono e molti ebrei rodigini si distinsero nel campo economico. Molti appartenenti alla comunità divennero commercianti e imprenditori di lana, seta, prodotti agricoli e metalli, inoltre nel 1848 Gerolamo Modena fu nominato presidente della camera di commercio di Rovigo. Durante il Risorgimento molti ebrei della comunità rodigina partirono volontari e diedero un importante contributo alla “questione italiana”. Tra questi ricordiamo, Cesare Parenzo (volontario garibaldino e poi senatore), Giacomo Levi-Civita (garibaldino, senatore e poi sindaco di Padova) e Abd-el-Kader Modena. Altri importanti ebrei rodigini furono Guido Cavaglieri (sociologo e docente all'Università di Roma), Mario Cavaglieri (pittore), Argia Castiglioni Vitalis (poetessa).
Dopo l'annessione al Regno d'Italia del Veneto, nel 1866 gli ebrei conquistarono la completa emancipazione, potendo così partecipare alla vita pubblica, tanto che nel consiglio comunale di Rovigo furono eletti tre israeliti (Giuseppe Bianchini, Ferdinando Ancona, Moisè Ravenna) su un totale di 30 consiglieri.
Con la completa emancipazione, le famiglie ebraiche si spostarono dalla zona del ghetto, andando ad abitare in altre zone della città, mentre andarono ad abitarci famiglie povere completamente estranee alla religione ebraica. A causa delle scarse condizioni igieniche e del rischio di crollo degli edifici fatiscenti, si decise di demolire il ghetto nel 1930. Oggi sono visibili ancora alcuni palazzi del ex-ghetto in Piazza Umberto Merlin e il portale d'ingresso.
A Rovigo sono presenti due cimiteri ebraici, il più antico si trova in via Mure Soccorso, vicino alla Chiesa di Santa Maria del Soccorso, detta "la Rotonda", che risale al XVI secolo, con ancora visibili diversi lapidi funerarie e vi sono almeno tre strati di tombe. Quello più recente si trova in via Stacche ed è ancora in uso..
Durante la seconda guerra mondiale, a causa dell'emanazione delle leggi razziali fasciste del 1938, gli ebrei rodigini subirono diverse restrizioni comuni a tutte le comunità ebraiche. Da Rovigo e provincia furono deportati 45 cittadini ebrei nati o residenti in provincia, di questi ne sopravvissero 15.
La comunità ebraica di Rovigo ebbe la sua massima espansione nel 1869 quando raggiunse i 430 membri, per poi passare a 181 nel 1901 e subire un drastico calo nel periodo della seconda guerra mondiale (1939-1943) dove si registrarono solo 53 iscritti nel capoluogo, tre ad Adria, uno a Badia Polesine, uno a Castelmassa e quattro a Ficarolo. A causa di questa diminuzione, la comunità nel 1930 passo sotto la comunità ebraica di Padova e si estinse completamente a seguito delle deportazioni naziste del 1943.